# Rosalba dissimilis
Rosalba dissimilis är en skalbaggsart som först beskrevs av Belon 1903.  Rosalba dissimilis ingår i släktet Rosalba och familjen långhorningar. Inga underarter finns listade i Catalogue of Life.